# Arco perpiaño

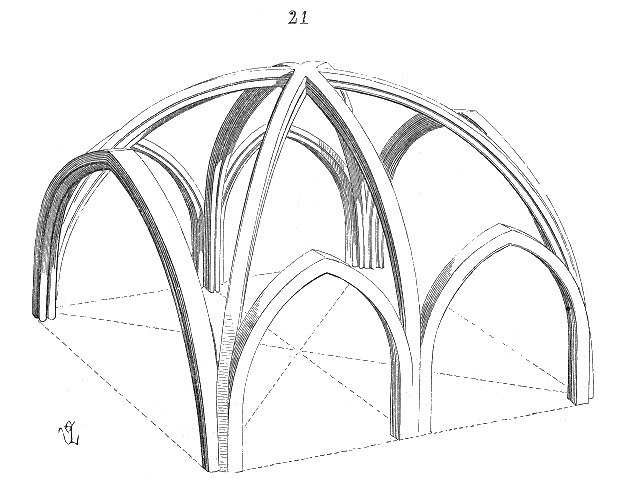
Red de arcos perpiaños y formeros.

El arco perpiaño es un tipo de arco estructural que se suele emplear en ciertas bóvedas como concentración de empujes. Se coloca transversalmente al eje de una nave ya sea en bóveda de arista, de crucería o contiguas, quedando resaltado a manera de cinchos en la parte interior del cañón de una nave.
Mientras que el arco toral (que es de medio punto) realiza las mismas funciones estructurales en las bóvedas de medio cañón, el perpiaño es generalmente un arco apuntado.
El arco perpiaño se apareja junto con la fábrica de la bóveda. Es muy empleado en las bóvedas de crucería de la arquitectura gótica, siendo equivalente al arco fajón exento de la arquitectura románica.